# 伊万·费多托夫
伊万·德米特里耶维奇·费多托夫（俄語：Иван Дмитревич Федотов；1996年11月28日—）是一名俄羅斯職業冰球運動員，現效力國家冰球聯盟球會費城飛人。

## 職業生涯
2014年12月12日，费多托夫首次代表下卡姆斯克石化廠在大陸冰球聯賽上場。2015年的國家冰球聯盟選秀中，他排在第7輪的188順位，由費城飛人選上他。
2016年5月4日，他轉投乌法萨拉瓦特·尤拉耶夫。2019年5月6日，他被交易至車里雅賓斯克拖拉機。
2021年5月2日，他離開拖拉機被交易至莫斯科中央陸軍，在中央陸軍期間上場26次。季後賽他共上場22次，助球隊贏得加加林盃。此外他亦入選該季最佳守門員候選名單。
2022年5月7日，费多托夫以自由身份與美國球會費城飛人簽下一年合約。

## 國家隊
2022年1月23日，费多托夫入選2022年冬季奧林匹克運動會俄羅斯奧林匹克委員會代表團名單參加北京冬季奧運。

## 榮譽
| 獎項                 | 年份 |       |
| -------------------- | ---- | ----- |
| KHL                  |      |       |
| 加加林盃（中央陸軍） | 2022 | [ 8 ] |

## 個人生活
2022年7月1日，费多托夫在聖彼德堡被指控逃避兵役而被捕。據報導，他被發放到北莫爾斯克一個小鎮，該處是俄罗斯海军北方舰队的基地。

## 外部連結
1. ↑  . Kontinental Hockey League. 2014-12-12  [2014-12-12].
2. ↑  . HC Neftekhimik Nizhnekamsk. 2016-05-04  [2016-05-04]. （原始内容存档于2021-04-18） （俄语）.
3. ↑  . Kontinental Hockey League. 6 May 2019  [6 May 2019]. （原始内容存档于2022-04-05） （俄语）.
4. ↑  . HC CSKA Moscow. 2 May 2021  [2 May 2021]. （原始内容存档于2022-01-29） （俄语）.
5. 1 2  . Radio Free Europe/Radio Liberty. 1 July 2022.
6. ↑  . NHL.com.   [2022-05-07]. （原始内容存档于2022-07-11） （美国英语）.
7. ↑  . International Ice Hockey Federation. 24 January 2022  [9 February 2022]. （原始内容存档于2022-05-11）.
8. ↑  . Kontinental Hockey League. 30 April 2022  [30 April 2022]. （原始内容存档于2022-04-30）.
9. ↑  Myllykoski, Tatu. . Ilta-Sanomat. 2022-07-04  [2022-07-04]. （原始内容存档于2022-07-05） （芬兰语）.
10. ↑  . Yle Urheilu. 2022-07-04  [2022-07-04]. （原始内容存档于2022-07-12） （芬兰语）.
11. ↑  . The Moscow Times. 4 July 2022  [2022-07-12]. （原始内容存档于2022-07-12）.